# 马鞍山职业技术学院
马鞍山职业技术学院，是安徽省马鞍山市的一所公办全日制普通高等职业院校。

## 校史
马鞍山职业技术学院1984年创建，前身为马鞍山联合大学。 2008年独立设置，正式命名“马鞍山职业技术学院”。

## 概况
学院现设职业技术学院、技师学院、卫生学校、微软IT学院、继续（成人）教育学院、创新创业学院、电子科大硕士点7个办学机构。设立电子信息、电气工程、机械工程、管理工程、经济贸易、应用外语、医学护理和基础部7系1部。开设高职专业36个、中职专业24个。
学院教职员工483人。专任教师309人，其中硕士及以上学位教师所占比例达51%，副高及以上职称占25%，“双师”素质教师数62%。

## 引用文献
1. 1 2  . www.mastc.edu.cn.   [2017-12-04].[永久]